# Aram Bartholl
Aram Bartholl (Brema, 27 dicembre 1972) è un artista tedesco.

## Biografia e opere
Si laurea in architettura a Berlino nel 2001, città dove tuttora vive e lavora.
Artista concettuale, fra le sue opere si ricordano Dead Drops, in cui l'artista ha fissato delle chiavette USB nelle pareti di edifici di New York, con cui i passanti possono caricare e scaricare quello che vogliono, Forgot your password, un libro di otto volumi in cui sono trascritte, in ordine alfabetico, quasi cinque milioni di password rubate dal sito LinkedIn e Maps, un'installazione in spazi aperti dei celebri "segnaposto" di Google Maps..